# Irene Baldessari
Irene Baldessari (* 18. Januar 1993 in Trient) ist eine italienische Mittelstreckenläuferin, die sich auf den 800-Meter-Lauf spezialisiert hat.

## Sportliche Laufbahn
Erste internationale Erfahrungen sammelte Irene Baldessari im Jahr 2009, als sie bei den Jugendweltmeisterschaften in Brixen mit 2:12,46 min in der ersten Runde ausschied und mit der italienischen Sprintstaffel (1000 Meter) mit 2:11,67 min den Finaleinzug verpasste. 2011 schied sie bei den Junioreneuropameisterschaften in Tallinn mit 2:10,35 min im Vorlauf aus und auch bei den Juniorenweltmeisterschaften im darauffolgenden Jahre in Barcelona kam sie mit 2:12,15 min nicht über die Vorrunde hinaus. 2013 schied sie bei den U23-Europameisterschaften in Tampere mit 2:06,70 min im Vorlauf aus und im Jahr darauf gewann sie bei den ersten U23-Mittelmeermeisterschaften in Aubagne in 2:08,40 min die Bronzemedaille hinter der Portugiesin Marta Pen und Lisa Blamèble aus Frankreich. 2015 schied sie bei den U23-Europameisterschaften in Tallinn mit 2:06,69 min ein weiteres Mal in der ersten Runde aus. 2016 startete sie erstmals bei den Europameisterschaften in Amsterdam, kam dort mit 2:06,15 min aber nicht über die Vorrunde hinaus. 2017 nahm sie an der Sommer-Universiade in Taipeh teil und schied dort mit 2:05,05 min im Halbfinale aus. Auch bei den Leichtathletik-Halleneuropameisterschaften 2021 in Toruń gelangte sie bis in das Halbfinale, in dem sie mit 2:06,36 min ausschied. 
2018 wurde Baldessari italienische Meisterin im 800-Meter-Lauf im Freien sowie 2017 in der Halle. Zudem siegte sie 2013 und von 2015 bis 2017 auch in der 4-mal-400-Meter-Staffel im Freien.

## Persönliche Bestzeiten
- 800 Meter: 2:02,47 min, 8. September 2018 in Pescara
  - 800 Meter (Halle): 2:02,71 min, 30. Januar 2021 in Wien